# Leichtathletik-Weltmeisterschaften der Behinderten 2011/Teilnehmer (Syrien)
| stlisierte Goldmedaille | stlisierte Silbermedaille | stlisierte Bronzemedaille |
| ----------------------- | ------------------------- | ------------------------- |
| —                       | —                         | —                         |

Aus Syrien war ein Athlet bei den Leichtathletik-Weltmeisterschaften der Behinderten 2015 gemeldet, der nicht an den Start ging.

## Ergebnisse

### Männer
| Athleten             | Wettbewerb    | Vorlauf / Vorkampf | Vorlauf / Vorkampf | Halbfinale   | Halbfinale | Finale       | Finale |
| Athleten             | Wettbewerb    | Zeit / Weite       | Rang               | Zeit / Weite | Rang       | Zeit / Weite | Rang   |
| -------------------- | ------------- | ------------------ | ------------------ | ------------ | ---------- | ------------ | ------ |
| Bassam Bassan Sawsam | Speerwurf F42 | –                  | –                  | –            | –          | DNS          | –      |